# Скепсис (журнал)
«Ске́псис» — политический (левого толка) и научно-просветительский журнал, основанный в 2002 году группой аспирантов Московского педагогического государственного университета при содействии профессоров МГУ Юрия Семёнова и Юрия Муравьева, вошедших в редакционный совет журнала. Главным редактором журнала «Скепсис» являлся кандидат философских наук, доцент Московского государственного психолого-педагогического университета — Сергей Соловьёв.
4 марта 2022 года редакция «Скепсиса» заявила о прекращении работы. 

Социализм — демократия трудящихся, а не диктатура; равенство и самоуправление, а не иерархия господства и подчинения; взаимопомощь, а не культ силы и рыночный эгоизм. Сейчас социализм кажется ещё большей утопией, чем раньше. Но борьба за эти ценности — условие нашего выживания.— Из заявления редакции «Скепсиса»

## Содержание
Журнал «Скепсис» являлся открытым некоммерческим изданием, предоставляющим широкий круг тем. Среди них актуальная политическая публицистика, вопросы левого движения, работы в области социологии и культурологии, аналитические материалы по реформе образования в России, процессам глобализации и последствиям неолиберальных преобразований в мире, а также рассмотрение проблем клерикализации общества, кризиса гуманитарных наук и популярности псевдонаучных идей, которыми пользуются мошенники, выдающие себя за учёных. Сотрудничал с социально-критическими журналами левого толка «Спільне» (Украина) и «Прасвет» (Белоруссия). В качестве спецпроекта «Скепсиса» в 2008 году был запущен официальный сайт писателя Варлама Шаламова — Shalamov.ru.
Также статьи журнала посвящены следующим темам:
- Общим проблемам скептицизма и атеизма.
- Истории революционного движения в России и мире.
- Дискуссионным проблемам истории России (прежде всего XIX—XX веков).
- Истории религии и критики креационизма.
- Социально-экономическим и политическим проблемам современного мира.
- Социальной философии и современным направлениям марксизма.
- Идеологии и её влиянию на массовое сознание.
- Причинам гендерного неравенства и дискриминации.
- Проблемам образования в современной России и мире.

## Выпуски
Журнал существует в основном в формате веб-сайта. Печатная версия выходит нерегулярно, оформить подписку на неё нельзя. По состоянию на 2019 год вышло всего 5 обычных (из них 1 сдвоенный) и 2 спецвыпуска, последний — в 2012 году.

## Авторы
В журнале публиковались работы (статьи, интервью) таких авторов, как:
Владимир Арнольд,
Валерий Есипов,
Борис Кагарлицкий,
Игорь Кон,
Кива Майданик,
Илья Смирнов,
Александр Тарасов,
Николай Троицкий,
Игорь Фёдорович Шарыгин,
Виктор Шнирельман.

## Книгоиздательская деятельность

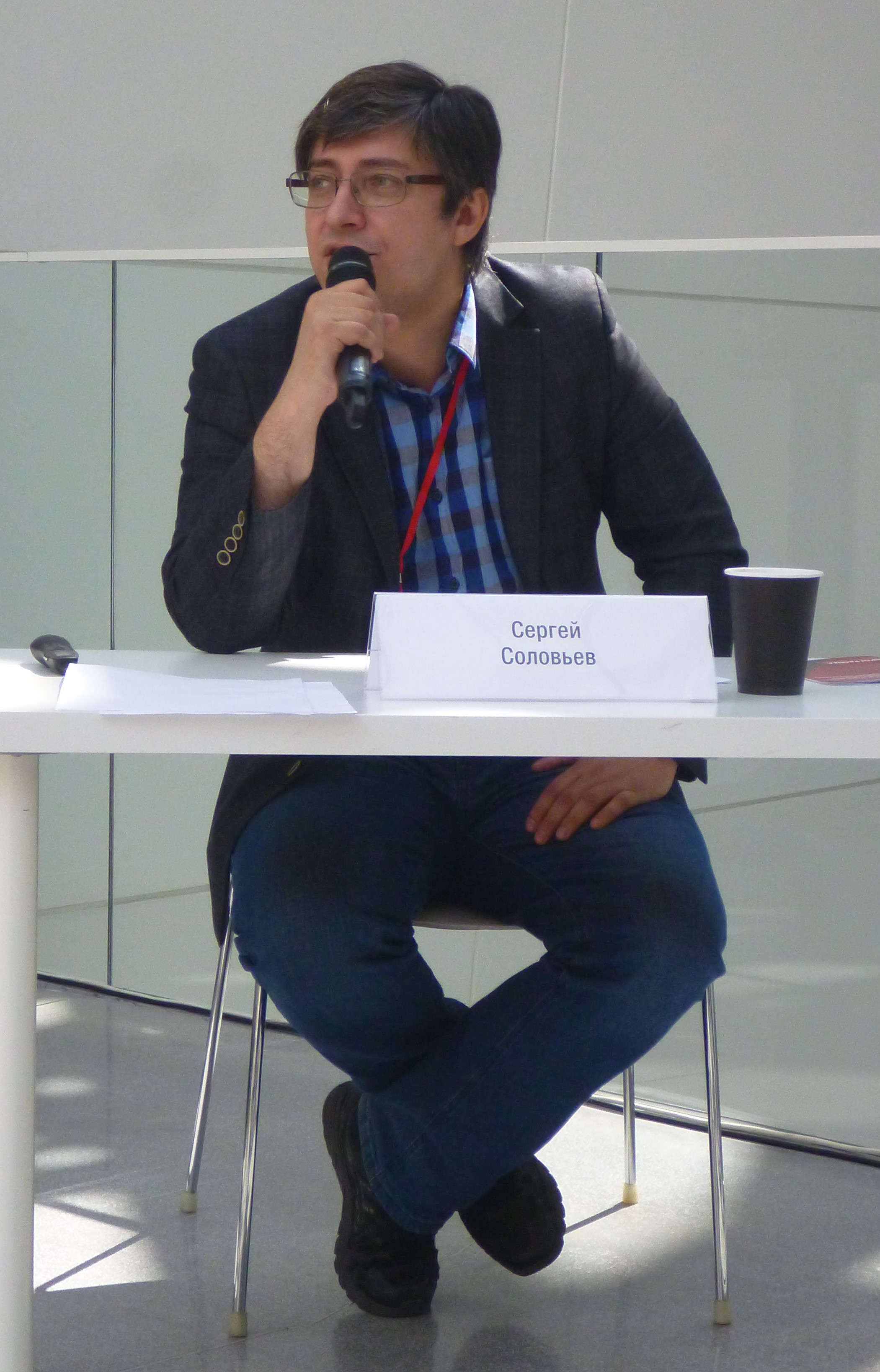
Главный редактор «Скепсиса» Сергей Соловьев, фото 2021 года

При участии журнала «Скепсис» было издано несколько книг. В 2010 г. совместно с издательством «Территория будущего» была выпущена работа известного английского литературоведа Терри Иглтона, «Теория литературы. Введение». В том же году в сотрудничестве с издательством «Альпина Нон-фикшн» издана книга «Эйнштейн о религии». В 2011 году при участии журнала был издан «Шаламовский сборник. Выпуск 4».